# Fairchild AT-21 Gunner
El Fairchild AT-21 Gunner fue un entrenador especializado de tripulaciones de bombardero estadounidense de la Segunda Guerra Mundial. Estaba destinado a entrenar tripulaciones en el uso de torretas eléctricas o armas en montajes flexibles, así como a aprender a trabajar como miembros de una tripulación. Tuvo una breve carrera como entrenador antes de que bombarderos modificados se hicieran cargo de esta tarea.

## Diseño y desarrollo
Las Fuerzas Aéreas del Ejército de los Estados Unidos (USAAF) publicaron una especificación por un entrenador especializado de bombardero, ordenando dos prototipos a Fairchild Aircraft. El XAT-13, propulsado por dos motores radiales Pratt & Whitney R-1340-AN-1 de 336 kW (450 hp), surgió como un bombardero "a escala" con una única ametralladora en el acristalado morro y una torreta superior con dos ametralladoras gemelas, y equipado con un tren de aterrizaje triciclo. La idea era tener un único modelo que fuera capaz de replicar los puestos de un bombardero, desde el pilotaje, la navegación, el apuntado/lanzamiento de bombas hasta la artillería aérea.
El segundo prototipo, designado XAT-14, era similar en la disposición, pero estaba propulsado por dos motores lineales en V de 12 cilindros invertidos Ranger V-770 de 388 kW (520 hp). Un posterior refinamiento adoptado para acomodar el avión al entrenamiento del tripulante bombardero, con el arma de morro y la torreta desmontados, condujo a una nueva designación, la XAT-14A. Ambos prototipos presentaban una poco usual construcción, siendo construidos con contrachapado Duramold de aglomerado plástico. Al final del periodo de pruebas, las USAAF ordenaron la versión de motor lineal como AT-21 Gunner, especializado en entrenamiento de artilleros aéreos. El AT-21 tenía cinco tripulantes: piloto, copiloto/instructor de artilleros, y tres alumnos.
Fairchild Aircraft Company construyó un avión en Hagerstown y 106 aparatos en su planta de Burlington (Carolina del Norte), en 1943 y 1944, mientras que Bellanca Aircraft construyó 39 en New Castle, Delaware, y McDonnell fabricó 30 aeronaves en su planta de San Luis (Misuri). Ambas compañías fueron reclutadas para acelerar la producción y la entrega a las unidades de entrenamiento.

## Historia operacional

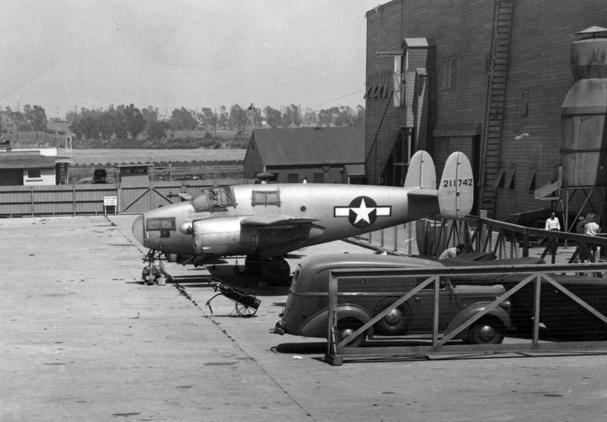
Fairchild AT-21 Gunner (1945)

El AT-21 demostró ser inadecuado como entrenador debido a una tendencia a sufrir vibraciones y oscilaciones, así como una inestabilidad inherente causada por la corta distancia entre los timones y el ala de gaviota. La inestabilidad aerodinámica provocaba una guiñada inaceptable incluso cuando se realizaban ligeros movimientos de timón.
Juzgado inadecuado para su propósito original, el AT-21 fue evaluado como entrenador avanzado de pilotos. Esto tampoco fue bien, debido a las pobres prestaciones con un solo motor y a los múltiples problemas del tren de aterrizaje. La aeronave fue retirada del servicio en 1944 y fue reemplazada en el entrenamiento por ejemplares de aeronaves en las que los artilleros servirían finalmente. Muchos AT-21 fueron relegados más tarde a tareas de remolcado de blancos.
Una pequeña cantidad de AT-21 sobrevivieron como ejemplares civiles, existiendo aún uno (núm. de serie 42-48053, propiedad de Craig Cantwell) en el norte de Texas, esperando restauración.

### Dron de asalto BQ-3
En octubre de 1942, las Fuerzas Aéreas del Ejército de los Estados Unidos ordenaron dos "torpedos aéreos" XBQ-3, basados en el diseño del AT-21. Pilotado opcionalmente para los vuelos de pruebas y capaz de llevar 1800 kg de explosivo, el XBQ-3 voló por primera vez en julio de 1944, pero el proyecto fue cancelado más tarde, el mismo año.

## Variantes
XAT-13
Entrenador bimotor de tripulaciones de bombardero, propulsado por dos motores Pratt & Whitney R-1340-AN-1 de 336 kW (450 hp), uno construido, número de serie 41-19500.
XAT-14
Variante del XAT-13 con dos motores Ranger V-770-6 de 388 kW (520 hp), uno construido, más tarde convertido en XAT-14A, número de serie 41-19503.
XAT-14A
Un XAT-14 modificado como entrenador de tripulantes bombarderos con torreta dorsal y arma de morro desmontadas.
AT-21
Versión de producción del XAT-14A con dos motores Ranger V-770-11 o -15 de 388 kW (520 hp), 164 construidos.
XBQ-3
Versión de bomba guiada, AT-21 modificado con carga de 1800 kg de explosivo en el fuselaje.

## Operadores
Estados Unidos
- Fuerzas Aéreas del Ejército de los Estados Unidos

## Especificaciones (AT-21)
Referencia datos: The Complete Encyclopedia of World Aircraft

### Características generales
- Tripulación: Cinco (piloto, copiloto/instructor, tres alumnos)
- Longitud: 11,6 m (38 ft)
- Envergadura: 16,1 m (52,7 ft)
- Altura: 4 m (13,1 ft)
- Superficie alar: 35,1 m² (378 ft²)
- Peso vacío: 3925 kg (8650,7 lb)
- Peso cargado: 5129 kg (11 304,3 lb)
- Peso máximo al despegue: 5668 kg[6]
- Planta motriz: 2× motor lineal V-12 refrigerado por aire Ranger V-770-11/15.
  - Potencia: 388 kW (535 HP; 528 CV) cada uno.

### Rendimiento
- Velocidad máxima operativa (Vno): 362 km/h (225 MPH; 195 kt)
- Velocidad crucero (Vc): 315 km/h (196 MPH; 170 kt)
- Alcance: 1464 km (790 nmi; 910 mi)
- Techo de vuelo: 6750 m (22 146 ft)
- Régimen de ascenso: 4,7 m/s (927 ft/min)

### Armamento
- Ametralladoras: 

  - 1x Browning M1919 de 7,62 mm flexible en el morro
  - 2x Browning M1919 de 7,62 mm en torreta dorsal eléctrica

## Aeronaves relacionadas

### Desarrollos relacionados
- Fairchild BQ-3

### Aeronaves similares
- Airspeed Oxford
- Avro Anson

### Secuencias de designación
- Secuencia Numérica (interna de Fairchild): ← 62 - 71 - 72 - 77 - 78/78 - 79 - 80 - 81 - 82 - 84 →
- Secuencia AT-_ (Entrenadores Avanzados del USAAS/USAAC/USAAF, 1925-1948): ← AT-10 - AT-11 - AT-12 - AT-13 - AT-14 - AT-15 - AT-16 - AT-17 - AT-18 - AT-19 - AT-20 - AT-21 - AT-22 - AT-23 - AT-24